# 矢山有作
矢山 有作（ややま ゆうさく、1924年1月1日 -2017年3月27日）は、日本の政治家。元衆議院議員・参議院議員。日本社会党中央執行委員教宣局長、衆議院石炭対策特別委員長、参議院社会労働委員長を務めた。

## 来歴
岡山県津山市小桁に生まれる。津山商業学校(現岡山県立津山商業高等学校)を経て、1949年中央大学法学部卒業。会計検査院事務官となる。1951年に退職後、津山市議1期、岡山県議を2期経て、1962年の第6回参議院議員通常選挙で岡山県選挙区に出馬し、トップ当選。参議院社会労働委員長などを歴任し、2期務めた。その後1976年の第34回衆議院議員総選挙に黒田寿男の後継として出馬し、当選した。3年後の第35回選挙では次点で落選したが、翌年のハプニング解散による第36回選挙で復帰、3期務めた。その後1986年の第38回選挙に落選し、1988年春政界を引退。社会党広報委員長在任中には、党の親しみやすいイメージづくりの一環としてバラのマークを発表。
その後は市民運動家としてライフワークでもある日本原駐屯地問題をはじめ、国鉄労働問題や苫田ダム反対運動、平和問題、などに取り組み、9条を守る活動など護憲派として活躍。過去には平和・民主・革新の日本をめざす全国の会（全国革新懇）代表世話人等も務めていた。
2017年3月27日、胃がんにより死去。

## 人物
津山市議会議員の金田稔久は双従兄にあたり、親族会代表も務めていた。
新東京国際空港（現・成田国際空港）の一坪共有地の名義人の1人であった。